# Pardaliscella boecki
Pardaliscella boecki is een vlokreeftensoort uit de familie van de Pardaliscidae. De wetenschappelijke naam van de soort is voor het eerst geldig gepubliceerd in 1870 door Malm.